# Martin Ellingsen
Martin Ellingsen, né le 4 mai 1995 à Elverum en Norvège, est un footballeur norvégien, qui évolue au poste de milieu défensif à l'AIK Solna.

## Biographie

### Kongsvinger IL
Né à Elverum en Norvège, Martin Ellingsen est formé par le Kongsvinger IL, qui lui permet de faire ses débuts en professionnel, alors que le club évolue en deuxième division norvégienne. Il joue son premier match le 7 avril 2013, lors de la première journée de la saison 2013, contre le Mjøndalen IF. Il est titulaire ce jour-là, et son équipe s'impose sur le score de un but à zéro. Il inscrit son premier but le 1er mai 2013 en coupe de Norvège face au Raufoss IL. Les deux équipes se neutralisent (1-1) avant de se départager aux tirs au but, séance durant laquelle le Kongsvinger IL sort vainqueur.

### Molde FK
En juillet 2017, le club du Molde FK annonce l'arrivée de Martin Ellingsen prévue pour la saison prochaine. Le joueur signe un contrat le liant jusqu'en 2020 avec Molde. Toutefois, les deux clubs trouvent un accord le mois suivant pour qu'Ellingsen rejoigne le club dès le mois d'août. Il découvre avec Molde l'Eliteserien, l'élite du football norvégien. Il joue son premier match sous ses nouvelles couleurs dans cette compétition, le 20 août 2017 face au Stabæk Fotball. Il est titularisé ce jour-là au milieu de terrain mais son équipe perd la rencontre (3-2).
Ellingsen prolonge son contrat avec Molde le 27 novembre 2019. Il est alors lié au club jusqu'en décembre 2022. Il fait partie des joueurs sur lesquels le club veut s'appuyer.
Il réalise son premier doublé avec Molde le 1er novembre 2020, contre le Mjøndalen IF, en championnat. Il entre en jeu à la place de Tobias Christensen ce jour-là alors que son équipe est menée et contribue à la victoire de son équipe par trois buts à un. Lors de l'édition 2020-2021 de la Ligue Europa, Ellingsen se montre décisif en inscrivant trois buts : contre l'Arsenal FC le 5 novembre 2020 (défaite 4-1 de Molde) et contre Dundalk FC le 3 décembre 2020 (victoire 3-1 de Molde) en phase de groupe, ainsi que lors du match aller du tour intermédiaire contre le TSG 1899 Hoffenheim (3-3) le 18 février 2021.
Touché au genou, Martin Ellingsen manque près de quatre mois de compétitions lors de la saison 2021, de mai à août. De retour sur les terrains, le milieu défensif se blesse de nouveau au genou lors d'un match de championnat remporté par son équipe face au Stabæk Fotball le 23 octobre 2021 (0-3 score final), ce qui met un terme à sa saison. Il est indisponible pour plusieurs mois.

### AIK Solna
En janvier 2024, Martin Ellingsen rejoint la Suède afin de s'engager en faveur de l'AIK Solna. Il signe un contrat courant jusqu'en décembre 2026.
Ellingsen joue son premier match pour l'AIK le 18 février 2024, lors d'une rencontre de coupe de Suède face à l'Örebro SK. Il est titularisé et son équipe s'impose par trois buts à un.

## Palmarès
Molde FK
- Championnat de Norvège (1) :
  - Champion : 2019.